# Cordovado
Cordovado (Cordovât en frioulan) est une commune italienne d'environ 2 800 habitants, située dans la province de Pordenone, dans la région autonome du Frioul-Vénétie Julienne dans le nord-est de l'Italie.

## Administration
| Période                                  | Période | Identité | Étiquette | Qualité |
| ---------------------------------------- | ------- | -------- | --------- | ------- |
|                                          |         |          |           |         |
| Les données manquantes sont à compléter. |         |          |           |         |

### Communes limitrophes
Gruaro, Morsano al Tagliamento, Sesto al Reghena, Teglio Veneto